# Sint-Michielsstraat
De Sint-Michielsstraat is een straat in de Belgische stad Leuven. Ze verbindt de Naamsestraat met het Hogeschoolplein.

## Beschrijving
De Sint-Michielsstraat maakte oorspronkelijk deel uit van een langere straat, die de huidige Muntstraat met de Naamsestraat verbond en reeds in 1523 vermeld werd als  's Meyersstraat, naar het op de plaats van het huidige Maria-Theresiacollege gesitueerde goed van de Leuvense meyer Lodewijk Pynnock. De straat werd Jezuïetenstraat genoemd vanaf de vestiging van de jezuïeten in 1595 op de plaats van het huidige Maria-Theresia- en Veteranencollege. In de Franse periode werd ze aangeduid als rue Charlier en na de aanleg van het Hogeschoolplein tussen 1807 en 1812 kreeg ze de naam Sint-Michielsstraat, naar de Sint-Michielskerk in de Naamsestraat.
Het straatbeeld wordt gedomineerd door de gevelwand van het Maria-Theresia- en Veteranencollege. Aan de overzijde bevindt zich de achterzijde van het Sint-Annacollege (Naamsestraat 37) en enkele woningen. Op de hoek van het Hogeschoolplein en de Sint-Michielsstraat ligt De Werf.

## Afbeeldingen

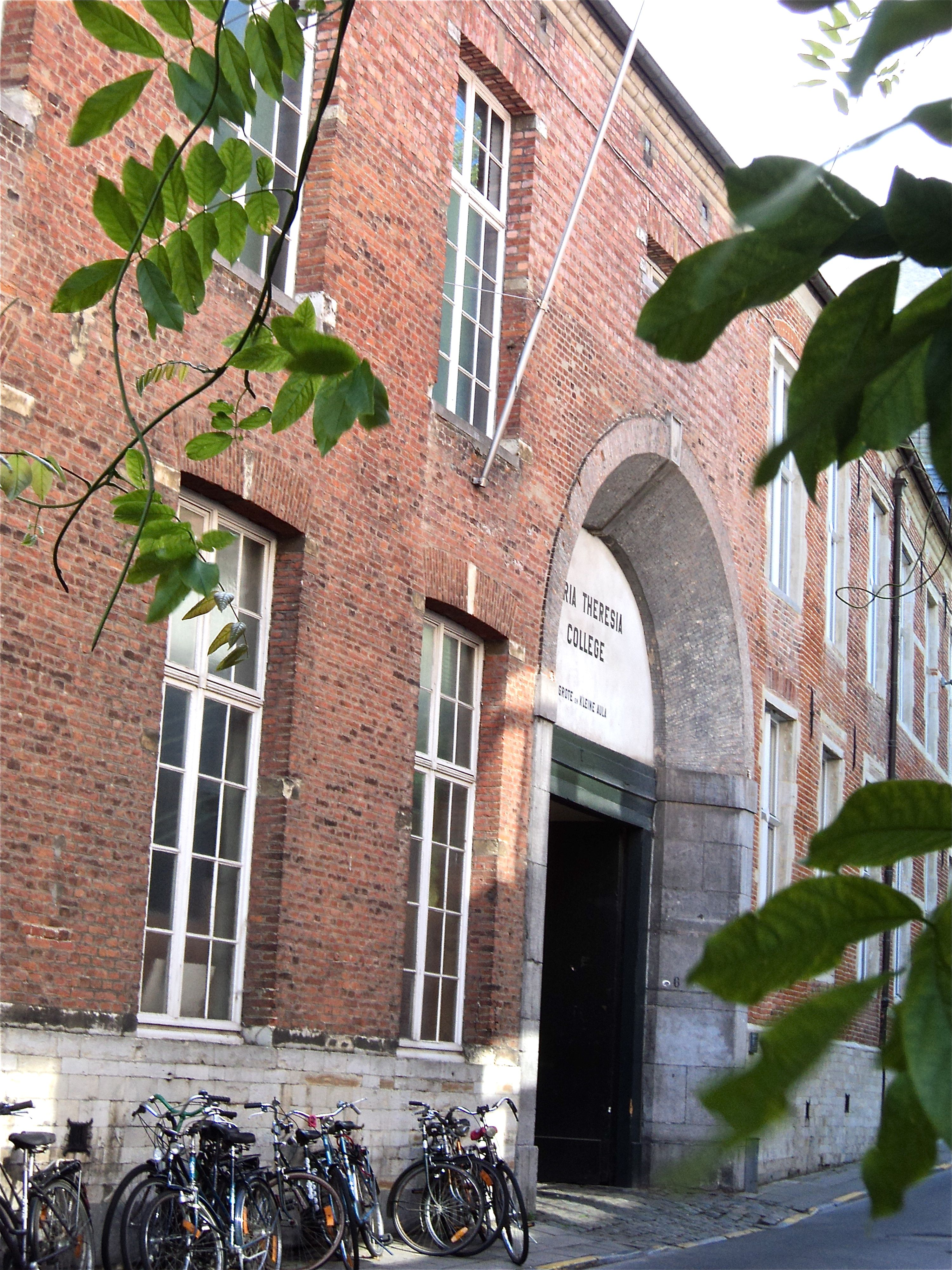
De ingang van het Maria-Theresiacollege
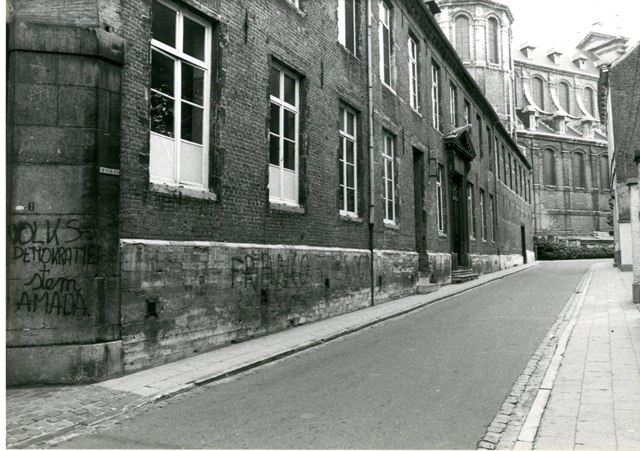
De Sint-Michielsstraat in 1976